# Lebane (Serbien)
Lebane (serbisch-kyrillisch Лебане) ist eine Gemeinde und Kleinstadt im Süden Serbiens im Bezirk Jablanica.

## Geografie
Die Stadt und Gemeinde liegt am Zusammenfluss der Flüsse Jablanica und Šumanska Reka, in der von ihnen geschaffenen Schwemmebene.

## Bevölkerung
Laut der Volkszählung von 2022 hat die Gemeinde mit der Stadt 18.119 Einwohner. Die Stadt selbst hat 8.025 Einwohner. Im Vergleich zur letzten Volkszählung von 2011, wo die Gemeinde 22.000 und die Stadt 10.062 Einwohner zählte, stellt es einen Rückgang der Bevölkerungszahl dar. Von der letzten Volkszählung geht hervor, dass sich 85,41 Prozent als Serben bezeichnen. Die Roma stellen mit 7,03 Prozent die zweitgrößte Volksgruppe in Lebane.

## Sehenswürdigkeiten
Die spätantik-frühbyzantinische Iustiniana Prima aus dem 6. Jahrhundert, die in Serbien auch als Caričin Grad bekannt ist, ist das bedeutendste historische Denkmal der Stadt.